# Calliostoma cinctellum
Calliostoma cinctellum là một loài ốc biển, là động vật thân mềm chân bụng sống ở biển thuộc họ Calliostomatidae.

## Miêu tả
Độ dài vỏ lớn nhất ghi nhận được là 9.5 mm.

## Môi trường sống
Độ sâu nhỏ nhất ghi nhận được là 389 m. Độ sâu lớn nhất ghi nhận được là 389 m.